# Qpel
Qpel (pisany także jako QPEL, q-pel lub qpel od ang. quarter pixel, czyli ćwierć piksela) – zbiór kilku metod kodowania/dekodowania obrazu, takich jak pewne wariacje MPEG-4 wykorzystujące algorytmy przewidywania ruchu stosowane w celu poprawy jakości obrazu i zwiększenia jego kompresji. Algorytmy te są zwykle bardziej dokładne niż ich jednopikselowe odpowiedniki i po ich zastosowaniu zmniejszają wielkość pliku wynikowego przy pewnej poprawie jego jakości.
Standardowa precyzja rejestracji ruchu (lub przesunięć obiektów) dla kodeka XviD wynosi pół piksela. Oznacza to, że może on zauważyć ruch z precyzją „podpikselową” (mniejszą niż jeden piksel). Na przykład jeśli obiekt porusza się wzdłuż ekranu z pozycji (piksela) nr 200.300 do pozycji 201.300 w ciągu następujących po sobie dwóch klatek, to taki ruch zostanie zarejestrowany i kodek określi dla tego obiektu tzw. wektor ruchu, który będzie potem interpretowany jako „w trakcie tej klatki przesuń ten obiekt o jeden piksel w prawo” dla kolejnych dwóch klatek. Ruch będzie prawidłowo zarejestrowany i nie nastąpi przy tym zmiana bitów opisujących teksturę tego obiektu. Zastosowanie algorytmu Qpel zwiększa precyzję dwukrotnie ponieważ potrafi on zarejestrować ruch z dokładnością równą jednej czwartej piksela.
Podwojenie precyzji kodowania powoduje znaczące wydłużenie czasu kodowania i zwiększone zapotrzebowanie na moc procesora. Typowo czas kodowania prawie się podwaja a proces dekodowania może wymagać od 30 do 60% więcej mocy procesora. Ponieważ czasami poprawa jakości obrazu może być dyskusyjna (lub nie ma to większego znaczenia), włączenie tego typu kodowania trzeba dla każdego przypadku rozważyć indywidualnie.
Qpel jest jednym z nowszych algorytmów kodowania. W związku z tym, że procesor dekodujący taki plik musi mieć większą moc obliczeniową, tylko część nowszych odtwarzaczy stacjonarnych DVD/DivX/XviD jest w stanie „poradzić” sobie z takim materiałem filmowym.